# Чаудхари, Махима
Махи́ма Чаудха́ри (англ. Mahima Chaudhry), имя при рождении Рита (род. 13 сентября 1973 года, Келоуна, Британская Колумбия, Канада) — индийская актриса. Её первый фильм  «Обманутые надежды» и три последующих стали хитами, что сразу сделало её востребованной актрисой.

## Биография
Махима Чаудхари родилась 13 сентября 1973 года в городе Келоуна в Канадской провинции Британская Колумбия, там же окончила школу-интернат Darjiling. В университете получила высшее образование по специальности «экономика», однако предпочла профессию и карьеру актрисы.
В ноябре 2006 года — Махима Чаухари вышла замуж за Бобби Мукхерджи. Муж Махимы по профессии архитектор. У Бобби — это уже второй брак, от первого у него есть двое детей. Махима и Бобби, поженились по традициям индуизма, но без пышных празднеств. В 10 июня 2007 году у пары родилась дочь по имени Арьяна. 

## Карьера
До того как начать сниматься Махима Чаудхари работала моделью. Она снималась в рекламе Pepsi, вместе с Айшварией Рай и Аамиром Кханом. После этого взяла псевдоним «Махима».
Она была трёхтысячной претенденткой на пробах на роль в фильме «Обманутые надежды». Ей повезло, она подошла по всем критериям, и роль досталась ей.
Махима Чаудхари не отказывалась сыграть в эпизодах, например, в «Биение сердца» (2000) и «Как же быть сердцу» (1999). За роль Кавиты в последнем она была выдвинута на Filmfare Awards.

## Фильмография
| Год  |   | Русское название           | Оригинальное название         | Роль                  |
| ---- | - | -------------------------- | ----------------------------- | --------------------- |
| 1997 | ф | Обманутые надежды          | Pardes                        | Кусум Ганга           |
| 1999 | ф | Как же быть сердцу         | Dil Kya Kare                  | Кавита Кишор          |
| 1999 | ф | Покаяние                   | Daag: the fire                | Каджал Вирма / Каджри |
| 2000 | ф | Игрок 420                  | Khiladi 420                   | Рита Бхардвадж        |
| 2000 | ф | Подмена                    | Deewane                       | Пуджа                 |
| 2000 | ф | Биение сердца              | Dhadkan                       | Шитал Варма           |
| 2000 | ф | Несгибаемый                | Kurukshetra                   | Анжали Сингх          |
| 2001 | ф | Беглянка                   | Lajja                         | Майтили               |
| 2001 | ф | Прелестная квартирантка    | Yeh Teraa Ghar Yeh Meraa Ghar | Сарасвати             |
| 2002 | ф | Мне нужна только любовь    | Dil Hai Tumhaara              | Нимми                 |
| 2002 | ф | Душевная близость          | Om Jai Jagadish               | Айша                  |
| 2003 | ф | Видение                    | Saaya                         | Таня                  |
| 2003 | ф | Все отдаю тебе             | Tere Naam                     | Приглашенная звезда   |
| 2003 | ф | Любовь и предательство     | Baghban                       | Арпита Радж           |
| 2003 | ф | Линия контроля             | LOC: Kargil                   | Рина Ядав             |
| 2004 | ф | Любовь не вернуть          | Dobara                        | Анджали Сехгал        |
| 2005 | ф | Между жизнью и смертью     | Sehar                         | Анамика Кант          |
| 2005 | ф | С доставкой на дом         | Home Delivery:Aapko…Ghar Tak  | Майя                  |
| 2005 | ф | Раскаяние                  | Zameer                        | Суприя Махешвари      |
| 2005 | ф | Кинозвезда                 | Film Star                     | Хиира Пандит          |
| 2005 | ф | Встреча в аэропорту        | Kuchh Meetha Ho Jaaye         | Гхулаб Хан            |
| 2006 | ф | На границе                 | Sarhad Paar                   | Симран                |
| 2006 | ф | Камасутра в большом городе | Kudiyon Ka Hai Zamaana        | Анджали               |
| 2006 | ф | Двойняшки-непоседы         | Sandwich                      | Свити Сингх           |
| 2008 | ф | Другая женщина             | Souten: The Other Woman       | Митали «Мита» Сингх   |
| 2008 | ф | Мистерия                   | Gumnaam:The Mystery           | Рия                   |
| 2010 | ф | Дилер                      | Pusher                        | Анита                 |

## Награды и номинации
Filmfare Awards
- 1998 — за лучшую дебютную женскую роль (Обманутые надежды) — победитель[3]
- 1998 — за лучшую женскую роль (Обманутые надежды) — номинирована[4]
- 1999 — за лучшую женскую роль второго плана (Как же быть сердцу) — номинирована[5]
- 2001 — за лучшую женскую роль второго плана (Биение сердца) — номинирована[6]

Zee Cine Awards
- 1998 — за лучшую дебютную женскую роль (Обманутые надежды) — победитель[7]
- 2005 — за лучшую женскую роль второго плана (Любовь не вернуть) — номинирована[8]